# Trace vosgienne
La Trace vosgienne est une épreuve sportive française de ski de fond protégée par la Fédération Française de Ski et une compétition de vélo tout-terrain. Créée en 1979, son président du comité d’organisation est Guillaume de Nardin.

## Historique
Elle est la première épreuve longue distance de ski de fond du massif vosgien avec le premier événement organisé le 28 janvier 1979. Ensuite complétée par une épreuve estivale en VTT sous la présidence de Jean Pierre Savoye, elle constitue l'épreuve de VTT populaire la plus importante du Grand Est. Depuis 2018, l'organisation propose également une randonnée, ainsi qu'une épreuve en Vélo à Assistance Électrique (VAE) à l’occasion de sa 32e édition estivale en 2021. 

## Épreuves

### Été
- Trace vosgienne XC Marathon : épreuve de 75 km entre les montagnes de Xonrupt-Longemer à Basse-sur-le-Rupt
- Trace vosgienne : 25 km à 45 km dans les Hautes-Vosges
- Trace vosgienne Draisiennes, Kids et Mini Kids : pour les plus jeunes (environ 150 participants)

### Hiver
- Trace vosgienne Marathon Ski Tour 42 km : événement majeur de l'organisation avec la présence des meilleurs coureurs nationaux
- Trace vosgienne : distance de 5 km, 10 km ou 25 km
- Trace vosgienne Kids et promotion « Baby Trace » : pour les 2-12 ans